# Sensationalisme

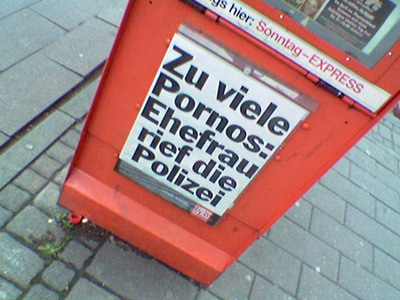
Opgeblazen krantenkop als advertentie

Sensationalisme of sensatiezucht is een redactionele hang naar opzienbarend nieuws waarbij nieuwsfeiten worden opgeklopt om zodoende het bereik te vergroten of de publieke opinie te manipuleren. Dit kan gaan om op zichzelf onbeduidende voorvallen die tot nationaal nieuws worden verheven, maar ook om berichten die op zich nieuwswaardig zijn op een triviale manier te behandelen, door niet ter zake doende meningen of uitgebreide reportages over de stemming in het land. Het uiterste in sensationalisme is het creëren van een hype om niets.